# Peter Grill and the Philosopher’s Time
Peter Grill and the Philosopher's Time (japanisch ピーター・グリルと賢者の時間 Pītā Guriru to Kenja no Jikan) ist eine Manga-Reihe von Daisuke Hiyama. Sie wurde 2020 als Anime-Serie adaptiert. Der Titel bedeutet übersetzt „Peter Grill und die Zeit des Weisen“, ist jedoch ein Wortspiel mit den Begriffen kenja no ishi (Stein der Weisen, engl. Philosopher’s stone) und kenja time (賢者タイム kenja taimu), das scherzhaft die Zeit „postkoitaler Klarheit“ bezeichnet.

## Handlung
Der Abenteurer Peter Grill (ピーター・グリル Pītā Guriru) gilt als der stärkste Mann der Welt und erhofft sich, mit diesem Titel den Segen des Vaters seiner Freundin Luvellia Sanctus (ルヴェリア・サンクトゥス Ruveria Sankutusu) zu einer Verlobung zu erhalten. Allerdings scheitert dies an mehreren Hindernissen. Luvelia glaubt als Erwachsene immer noch daran, dass der Storch die Kinder bringt, so dass ihre Beziehung nicht über das Händchenhalten hinauskommt. Ihr Vater, der Leiter der hiesigen Abenteurergilde, ist überfürsorglich, wahnsinnig und setzt alles daran, koste es, was es wolle, die Beziehung seiner Tochter zu Peter zu torpedieren.
Vor allem aber wird Peter von diversen sehr attraktiven Monstermädchen dazu gedrängt, diesen starke Kinder zu schenken. Diese sind: die beiden Oger-Schwestern Mimi Alpacas (ミミ・アルパカス Mimi Arupakasu) und Lisa Alpacas (リサ・アルパカス Risa Arupakasu), die Hochelfin Vegan Eldoriel (ビーガン・エルドリエル Bīgan Erudorieru) und die Ork-Dame Piglette Pancetta (ピグリット・パンチェッタ Piguritto Panchetta). Da Peter ebenso willensschwach wie körperlich stark ist, erliegt er häufig deren Verführungen oder Erpressungen, um dies dann in der Zeit „postkoitaler Klarheit“ stets zu bereuen.

## Veröffentlichung
Der von Daisuke Hiyama gezeichnete Manga erscheint seit dem 25. August 2017 (Ausgabe 10/2017) im Seinen-Magazin Gekkan Action des Verlags Futabasha. Die Kapitel wurden bisher in 14 Sammelbänden (Tankōbon) zusammengefasst (Stand: Juli 2024).
In den USA wurde der Manga von Seven Seas Entertainment lizenziert, wo er seit dem 23. Juni 2020 digital sowie ab dem 4. August 2020 auch als Taschenbuch erscheint. Eine deutsche Fassung erscheint seit April 2021 bei Carlsen Manga in bisher 13 Bänden (Stand: Juli 2024). Auf Russisch erscheint er bei Istari Comics.

## Anime
Eine Adaption des Mangas als Anime-Serie wurde im September 2019 bekanntgegeben. Die Serie entsteht im Studio Wolfsbane, dessen erste Fernsehserie diese darstellt. Regie führt Tatsumi, der bisher als Regisseur von Hentai-Anime in Erscheinung trat, das Characterdesign stammt von Rui Ishige und das Drehbuch von Nora Mōri.
Die erste Folge wurde am 11. Juli 2020 nach Mitternacht (und damit am vorigen Fernsehtag) auf Tokyo MX ausgestrahlt, sowie am Folgetag auf AT-X und weitere zwei Tage später auf Tochigi TV. Statt den üblichen 25 Minuten besitzt jede Folge eine Länge von etwa 15 Minuten, wobei die Serie in drei Fassungen vorliegt: einer regulären Fernsehfassung, der freizügigeren „Super-Weiser“-Fernsehfassung (超賢者 chōkenja) auf AT-X und der noch freizügigeren „Großer-Weiser“-Fassung (大賢者 daikenja) auf diversen japanischen Streamingportalen.
Hidive und Crunchyroll streamen die Serie als Simulcast ausgenommen in Asien und Teilen Europas. In Deutschland lief die Serie auf Crunchyroll, wo er auf Anime on Demand gestreamt wird. Anime on Demand streamt dabei als Simulcast die „Super-Weiser“-Fernsehfassung und eine Woche später die „Großer Weiser“-Fassung, während Crunchyroll nur die zenzierte Fassung streamte.
Die Blu-rays werden in den USA von Sentai Filmworks und in Deutschland von Animoon vertrieben.

### Synchronisation
| Rolle             | japanischer Sprecher (Seiyū) | deutscher Sprecher |
| ----------------- | ---------------------------- | ------------------ |
| Peter Grill       | Hiro Shimono                 | Ricardo Richter    |
| Luvellia Sanctus  | Yui Ninomiya                 | Birte Baumgardt    |
| Mimi Alpacas      | Ayana Taketatsu              | Rieke Werner       |
| Lisa Alpacas      | Hibiku Yamamura              | Nora Kunzendorf    |
| Vegan Eldoriel    | Akari Uehara                 | Julia Stoepel      |
| Piglette Pancetta | Sayaka Senbongi              | Nicole Hannak      |